# Anton Lipthay von Kisfalud
Anton Lipthay de Kisfalud (von Kisfalud) (* 1745 in Szécsény (Komitat Neograd); † 17. Februar 1800 in Padua) war ein ungarischer Adeliger und zuletzt Feldmarschalleutnant.

## Leben
Anton entstammt dem alten ungarischen Adelsgeschlecht Lipthay de Kisfalud (gelegen im Komitat Fejér).
Anton war ein Sohn von Alexander Lipthay und Therese Topolcsányi. Mit 19 Jahren trat Anton 1764 als Unterlieutenant in die ungarische Garde ein und wurde 1768 zur Palffy-Infanterie versetzt. 1778 beim Beginn des bayerischen Erbfolgekrieges war er Hauptmann, 1788 Major. Im Russisch-Österreichischen Türkenkrieg Ende 1788 zeichnete er sich aus, 1789 wurde er Oberstleutnant. Am 15. November 1788 erhielt Anton Lipthay für seine Tapferkeit das Ritterkreuz des Maria Theresien-Ordens. Für das Gefecht bei Negotin am 6. Jänner 1790 wurde er zum Oberst befördert. 1793 diente er als Oberst bei der Reisky-Infanterie Nr. 13. Im Mai 1795 wurde er Generalmajor und erhielt eine Brigade in Italien. Bei Castiglione wurde er am 5. August 1796 schwer verwundet. In Gefechten an der Brenta am 3. November 1796 und in der Schlacht bei Montebaldo am 12. Jänner 1797 zeichnete er sich wieder aus.
Das nun erhaltene Kommando des Tiroler Corps und des Aufgebotes musste er aber im März 1797 Krankheit halber niederlegen, im September 1798 wurde er zum Feldmarschall-Lieutenant befördert.
Im Feldzuge 1799 befehligte Lipthay eine Division in Italien. Im Treffen bei Verona am 25. März 1799 erlitt er wieder eine schwere Verwundung. Nach Padua zur Heilung gebracht, verstarb er nach längerem Leiden im Alter von 56 Jahren.
Für seine Verdienste erhielt Anton Lipthay 1792 von Kaiser Leopold II. die Dörfer Lovrin und Gottlob (Timiș) (im Banat) und begann in Lovrin ein Schloss zu bauen.

## Ehe und Familie
Anton Lipthay von Kisfalud heiratete Antonia von Obell (1757–1812), mit der er den Sohn Frigyes Lipthay de Kisfalud et Lubelle hatte. Die Tochter Ernestine († 10. September 1836) ehelichte 1811 den Offizier und Schriftsteller Joseph Christian von Zedlitz (1790–1862), Anna heiratete Sándor Rudnyánszky.